# Mine vaganti
Mine vaganti (Brasil: O Primeiro que Disse / Portugal: Uma Família Moderna) é um filme italiano de Ferzan Özpetek, estreado em 2010, com Riccardo Scamarcio, Alessandro Preziosi, Nicole Grimaudo, Lunetta Savino e Ennio Fantastichini nos principais papéis.

## Elenco
- Riccardo Scamarcio: Tommaso Cantone
- Alessandro Preziosi: Antonio Cantone
- Nicole Grimaudo: Alba Brunetti
- Lunetta Savino: Stefania Cantone
- Ennio Fantastichini: Vincenzo Cantone
- Ilaria Occhini: Nonna
- Elena Sofia Ricci: zia Luciana
- Bianca Nappi: Elena Cantone
- Massimiliano Gallo: Salvatore
- Daniele Pecci: Andrea
- Carolina Crescentini: Nonna da giovane
- Carmine Recano: Marco
- Paola Minaccioni: Teresa
- Gianluca De Marchi: Davide
- Mauro Bonaffini: Massimiliano
- Gea Martire: Patrizia
- Giorgio Marchesi: Nicola